# Selección de korfbal de los Países Bajos
La selección de korfbal de los Países Bajos representa a los Países Bajos en el korfbal internacional. Está controlado por la Real Asociación Neerlandesa de Korfbal (KNKV), el organismo rector del korfbal en los Países Bajos.

## Participaciones

### Campeonato Mundial de Korfbal
| Año  | Pos.             |
| ---- | ---------------- |
| 1978 | Medalla de oro   |
| 1984 | Medalla de oro   |
| 1987 | Medalla de oro   |
| 1991 | Medalla de plata |
| 1995 | Medalla de oro   |
| 1999 | Medalla de oro   |
| 2003 | Medalla de oro   |
| 2007 | Medalla de oro   |
| 2011 | Medalla de oro   |
| 2015 | Medalla de oro   |
| 2019 | Medalla de oro   |

### Juegos Mundiales
| Año  | Pos.           |
| ---- | -------------- |
| 1985 | Medalla de oro |
| 1989 | Medalla de oro |
| 1993 | Medalla de oro |
| 1997 | Medalla de oro |
| 2001 | Medalla de oro |
| 2005 | Medalla de oro |
| 2009 | Medalla de oro |
| 2013 | Medalla de oro |
| 2017 | Medalla de oro |

### Campeonato Europeo de Korfbal
| Año  | Pos.           |
| ---- | -------------- |
| 1998 | Medalla de oro |
| 2002 | Medalla de oro |
| 2006 | Medalla de oro |
| 2010 | Medalla de oro |
| 2014 | Medalla de oro |
| 2016 | Medalla de oro |
| 2018 | Medalla de oro |

## Jugadores

### Equipo actual
| Femenino - Barbara Brouwer - Esther Cordus - Marloes Frieswijk () - Jet Hendriks - Fleur Hoek - Jessica Lokhorst - Celeste Split - Marjolijn Schenk | Masculino - Laurens Leeuwenhoek - Alwin Out - Nick Pikaar - Daan Preuninger - Mick Snel - Harjan Visscher - Olav van Wijngaarden |